# Dave Krieg
David Michael Krieg (Iola, 20 ottobre 1958) è un ex giocatore di football americano statunitense nel ruolo di quarterback.
Krieg ha trascorso primi 11 dei suoi 19 anni di carriera nei Seattle Seahawks, preso nel 1980 come free agent non scelto nel Draft. Gli ultimi anni di carriera li ha passati nei Kansas City Chiefs (1992–1993), Detroit Lions (1994), Arizona Cardinals (1995), Chicago Bears (1996) e infine Tennessee Oilers (1997–1998).

## Carriera professionistica

### Seattle Seahawks
Krieg è uno dei più prolifici passatori della storia della NFL, essendo classificato nella top 15 nella maggior parte delle categorie dei passaggi. In 19 stagioni disputò 213 gare, completando il 58,5 per cento dei suoi passaggi (3.105 su 5.311) per 38.147 yard passate, 261 touchdown, 199 intercetti ed un rating di 81,5. Inoltre tentò 417 corse per 1.261 yard e 13 touchdowns and 3 passati ricevuti per 10 yard. Disputò 12 gare nei playoff completando il 51,1 per cento dei suoi passaggi (144 su 282) per 1.895 yard passate, 11 touchdown, 10 intercetti e  70,86 di rating. Tentò inoltre 17 corse per 20 yard ed 1 touchdown. È il leader di tutti i tempi dei Seahawks per passaggi da touchdown in carriera.
Dopo non essere stato scelto nel Draft NFL 1980, Krieg fece un provino per i Seahawks che lo ingaggiarono come terzo quarterback della squadra. Nella prima stagione disputò una sola gara, giocando pochi snap nell’ultimo turno.
Entro la metà della stagione successiva, Krieg aveva superato Sam Adkins nelle gerarchie della squadra, divenendo il secondo quarterback. Quando gli infortuni tolsero dai giochi Jim Zorn nel finale di stagione, Krieg disputò come titolare le ultime tre partite giocando bene e guidando la squadra a due vittorie. Nella prima gara come titolare in carriera contro i New York Jets, Krieg segnò un touchdown su corsa e ne passò altri due, incluso quello da 57 yard della vittoria per Steve Largent.
Krieg iniziò la stagione accorciata per sciopero del 1982 come titolare dei Seahawks giocando rispettabilmente prima di infortunarsi al pollice, con Zorn che tornò titolare ma giocò inconsistentemente. Mentre Zorn continuava a faticare nell’ultima gara della stagione, l’allenatore Mike McCormack inserì Krieg, che guidò Seattle alla vittoria in rimonta sui Denver Broncos. 
Tornato in panchina all’inizio della stagione 1983, Krieg vi rimase finché le prestazioni di Zorn declinarono. A quel punto, l’allenate Chuck Knox nominò Krieg nuovo quarterback titolare dei Seahawks. Il suo giocò consistente beneficiò del ricevitore All-Pro Steve Largent e del running back Pro Bowler Curt Warner, consentendo ai Seahawks di qualificarsi ai playoff per la prima volta nella loro storia. Krieg giocò bene nel turno delle wild card, guidando i suoi alla vittoria su Steve DeBerg e i Broncos al Kingdome. La settimana successiva i Seahawks batterono a sorpresa Dan Marino e i Miami Dolphins in trasferta. La corsa si chiuse in finale di conference contro i Los Angeles Raiders futuri vincitori del Super Bowl.
Malgrado un ampio sforzo di Mike McCormack per reclutare Warren Moon a Seattle, Krieg tornò come titolare nel 1984 dopo che Moon declinò l’offerta, preferendo accasarsi agli Houston Oilers. Nella prima gara dell’anno un infortunio tolse dai giochi la stella Curt Warner per tutta la stagione, costringendo Knox a puntare maggiormente sul gioco aereo Cogliendo l’occasione, Krieg passò 3.671 yard e 32 touchdown, un record di franchigia che resistette più di trent’anni, finché non fu superato nel 2016 da Russell Wilson. La squadra terminò con un bilancio di 12-4 e un’altra wild card per i playoff. Per queste prestazioni Krieg fu convocato per il suo primo Pro Bowl. Nel primo turno Seattle eliminò i Raiders campioni in carica al Kingdome. Krieg giocò bene anche a Miami la settimana seguente ma i Seahawks furono eliminati dai Dolphins.
Nel 1985 Krieg giocò una stagione poco consistente, con la squadra che vinse otto gare. Nel 1986 iniziò bene ma dopo un calo a metà stagione Knox lo sostituì con Gale Gilbert. Dopo quattro sconfitte consecutive, Krieg tornò titolare guidando la squadra a vincere tutte le ultime cinque gare della stagione, venendo premiato come miglior giocatore offensivo del mese di dicembre. Malgrado un record di 10-6, la squadra non riuscì a fare ritorno ai playoff.
Malgrado alcune prestazioni negative a metà stagione, Krieg giocò bene durante la stagione accorciata per sciopero del 1987. Nella prima partita stabilì un nuovo record di franchigia quando passò il touchdown numero 108 in meno di quattro anni come titolare, superando il primato che Zorn aveva stabilito in oltre sette stagioni da partente. Krieg guidò nuovamente i Seahawks ai playoff, dove furono eliminati nel primo turno in una gara equilibrata dagli Houston Oilers.
A fine stagione, i Seahawks acquisirono Kelly Stouffer dai Phoenix Cardinals per farne il loro quarterback del futuro. Forse a causa della nuova competizione, le prestazioni di Krieg progredirono ulteriormente nel 1988. Anche se saltò 7 gare per un infortunio alla spalla, le sue giocata portarono Seattle al suo primo titolo di division della storia. Nell’ultima gara della stagione regolare, Krieg passò 410 yard e 4 touchdown, assicurando il titolo di division e relegando i Raiders al secondo posto. Tuttavia, una cattiva prestazione nei playoff portò all’eliminazione contro i Cincinnati Bengals. A fine anno fu convocato per il secondo Pro Bowl.
Nella primavera del 1989, Krieg competé nel programma della NBC Superstars, in una serie di prove fisiche che vedeva la presenza di campioni di vari sport. Krieg si classificò terzo, dietro a Willie Gault ed Herschel Walker. Nelle prove di pallacanestro e canottaggio si piazzò al primo posto, battendo atleti come Randall Cunningham, Evander Holyfield e Carl Lewis.
Nel 1989, Krieg faticò a guidare un attacco rallentato dagli infortuni. Steve Largent si fratturò un gomito e si ritirò a fine stagione. Altri infortuni rallentarono Curt Warner e una offensive line ormai anziana faticò a bloccare per il gioco sulle corse. Krieg dovette così affidarsi al fullback John L. Williams. Anche se i Seahawks ebbero solo un record di 7-, Krieg giocò bene a sufficienza per essere convocato per il terzo Pro Bowl, dove guidò l’AFC alla vittoria.
Krieg ebbe una stagione di alti e bassi nel 1990. La gara più memorabile dell’anno avvenne l’11 novembre, quando Seattle giocava all’Arrowhead Stadium, dove non vinceva dal 1980. I Kansas City Chiefs misero a segno 9 sack, incluso un record NFL di 7 del linebacker Derrick Thomas. Tuttavia, nell’ultima giocata della stagione, mentre il tempo andava esaurendosi, Thomas sembrare stare per mettere a segno il suo ottavo sack ma Krieg sfuggì al linebacker e passò un touchdown da 25 yard al wide receiver Paul Skansi per la vittoria. Seattle ebbe un bilancio finale di 9-7, non sufficiente a tornare ai playoff.
Nel 1991, i Seahawks spesero una scelta del primo giro su un altro giovane quarterback, Dan McGwire. Dopo essersi fratturato un pollice nella prima gara, Krieg saltò 6 partite. Senza poter contare su un attacco all’attacco, ebbe un’altra annata inconsistente. La squadra terminò con un record di 7-9, portando alle dimissioni dell’allenatore Knox. Il general manager di Seattle Tom Flores decise di tenere Stouffer e McGwire, lasciando Krieg libero di diventare free agent. Tale decisione condannò i Seahawks a diverse stagioni negative, contrassegnate da quarterback non all’altezza.

### Kansas City Chiefs
Krieg firmò con gli allora rivali di division di Seattle, i  Kansas City Chiefs, partendo come titolare nella stagione 1992, terminata con un record di 10-6, incluse vittoria contro Seattle. Una sua prestazione negativa nei playoff in trasferta contro i San Diego Chargers portò all’eliminazione.
Prima della stagione 1993, i Chiefs firmarono Joe Montana, facendone il loro quarterback titolare. Krieg tuttavia riuscì a vedere il campo, sostituendo Montana in sei gare, di cui cinque come titolare, al posto dell’infortunato Hall of Famer. Montana e Krieg portarono i Chiefs a un record di 11–5, raggiungendo il titolo di division. Nei playoff giunsero fino alla finale di conference, dove furono eliminati dai Buffalo Bills.

## Palmarès
- Convocazioni al Pro Bowl: 3

1985, 1989, 1990
- Seattle Seahawks Ring of Honor
- 50 migliori giocatori del 50º anniversario dei Seahawks